# Ontarios administrativa indelning
Ontarios administrativa indelning är långtifrån enhetlig och består av en eller två nivåer under provinsen med varierande ansvarsområden. I Ontario finns fem olika typer av administrativa enheter närmast under provinsnivån, nämligen regional municipalities (regionkommuner eller regioner, franska municipalités régionales), counties (franska comtés), separated municipalities (kommuner som beroende på sammanhang ligger direkt under provinsnivån eller räknas till counties, franska municipalités séparées), distrikt (districts) och enhetskommuner som har ersatt en region eller ett county (single-tier municipalities eller municipalités à palier unique). Regional municipalities och counties är sekundärkommuner (upper-tier municipalities eller municipalités de palier supérieur) som är indelade i olika typer av primärkommuner (lower-tier municipalities eller municipalités de palier inférieur). I distrikten finns samma typer av kommuner tillsammans med stora kommunfria områden, men eftersom distrikten saknar kommunal funktion räknas kommunerna där som enhetskommuner.
Skillnaden mellan de olika typerna av enheter under provinsnivå ligger främst i vilken service de erbjuder sina invånare. De har skapats av olika provinsregeringar vid olika tidpunkter för att anpassa administrationen till Ontarios mycket varierande befolkningsstruktur. Primär- och enhetskommuntyperna city, town, village, township eller bara municipality har historisk bakgrund och ger en antydan om kommunens invånarantal och bebyggelsestruktur, men har ingen juridisk betydelse längre.
Enheterna närmast under provinsnivå utgör census divisions i Statistics Canadas befolkningsstatistik, med undantag för separated municipalities, som räknas till respektive county, Brantford, som räknas till County of Brant, samt Haldimand-Norfolk, som för övriga ändamål delades 2001. Kommuner på nästa nivå betecknas som census subdivisions i befolkningsstatistiken.

## Regional municipalities
En regional municipality, ofta kallad region, har bildats av ett eller flera counties där urbaniserade områden sträcker sig över flera kommuner, huvudsakligen under perioden 1968–1974. Regioner ansvarar för underhåll och byggnad av större vägar, kollektivtrafik, polis, vatten och avlopp, avfallshantering, fysisk planering, hälso- och sjukvård samt socialtjänst. Deras officiella namn är oftast på formen Regional Municipality of X, men de kallas ofta X Region eller Region of X.
Mellan 1998 och 2001 ersattes fyra regioner och det regionliknande specialfallet Metropolitan Toronto av enhetskommuner. Sedan dess finns följande regional municipalities:
- Durham Region
- Halton Region
- Muskoka District
- Niagara Region
- Oxford County
- Peel Region
- Waterloo Region
- York Region

## Counties
Counties har färre ansvarsområden än regioner, eftersom primärkommunerna oftast har hand om huvuddelen av samhällsservicen. Counties har vanligtvis hand om underhåll och byggnad av större vägar, fysisk planering, hälso- och sjukvård samt socialtjänst. Counties finns bara i Southern Ontario. Counties kan ha lika stor befolkning som regioner, men befolkningstätheten är oftast lägre (om än inte så låg som i distrikten). 
Separated municipalities betraktas som delar av counties i befolkningsstatistiken och i vissa andra sammanhang, men ingår inte i countyts sekundärkommun. En sådan kommun avskiljs från sekundärkommunen när befolkningsstrukturen inte motiverar en region eller sammanslagen enhetskommun, men när kommunen ändå dominerar över resten av countyt befolkningsmässigt.
De enheter som har status som counties är:
- Bruce County
- Dufferin County
- Elgin County
- Essex County
- Frontenac County
- Grey County
- Haliburton County
- Hastings County
- Huron County
- Lambton County
- Lanark County
- United Counties of Leeds and Grenville
- Lennox and Addington County
- Middlesex County
- Northumberland County
- Perth County
- Peterborough County
- Comtés unis de Prescott et Russell
- Renfrew County
- Simcoe County
- United Counties of Stormont, Dundas and Glengarry
- Wellington County

## Distrikt
Det glesbefolkade Northern Ontario är indelat i distrikt (districts). Denna indelning är i princip enbart geografisk. Kommuner, i den mån de finns, och provinsen har nästan allt ansvar för service till invånarna. För socialtjänsten finns District Social Service Administration Boards, som väljs direkt eller indirekt av invånarna i områden som sammanfaller med distrikten med vissa undantag. Greater Sudbury räknas ibland till Sudbury District, ibland inte. Muskoka District utgör också ett undantag eftersom det har en sekundärkommun av regiontyp.
Förutom Muskoka är distrikten:
- Algoma District
- Cochrane District
- Kenora District
- Manitoulin District
- Nipissing District
- Parry Sound District
- Rainy River District
- Sudbury District
- Thunder Bay District
- Timiskaming District

## Enhetskommuner
Som enhetskommuner räknas, förutom separated municipalities och kommuner i distrikt, en grupp av kommuner som bildades 1998–2001 genom att kommunerna i vissa regioner och counties slogs ihop. Vissa av de counties som ombildades till enhetskommuner har bibehållit eller återtagit namnformen X County.
De sammanslagna enhetskommunerna är:
- County of Brant
- City of Brantford
- Municipality of Chatham-Kent, Kent County till 1997
- City of Greater Sudbury, Sudbury Region till 2000
- Haldimand County, halva Haldimand-Norfolk Region till 2000
- City of Hamilton, Hamilton-Wentworth Region till 2000
- City of Kawartha Lakes, Victoria County till 2000
- Norfolk County, halva Haldimand-Norfolk Region till 2000
- City of Ottawa, Ottawa-Carleton Region till 2000
- Prince Edward County
- City of Toronto, Metropolitan Toronto till 1997

## Artikelursprung
Den här artikeln är helt eller delvis baserad på material från engelskspråkiga Wikipedia.